# Basso Scrivia
Basso Scrivia è un'area naturale protetta sita nel comune italiano di Castelnuovo Scrivia. Il sito è stato rilevato di interesse comunitario e occupa  una superficie di 921 ha. Il SIC Basso Scrivia è contraddistinto dal Codice Rete Natura 2000 IT1180031.

## Territorio
Il sito occupa le sponde e il gretto di parte del fiume Scrivia. Sulle sponde si presentano delle aree boschive con salici bianchi, pioppi bianchi, pioppi neri. Nell'area è anche presente una rara orchidea, sottoposta alla tutela dalla direttiva Habitat: la Himantoglossum adriaticum.
L'avifauna è costituita da più di 180 specie di uccelli. In questo territorio nidificano, tra gli altri: il succiacapre, il nibbio bruno, l'occhione, il falco pecchiaiolo, il martin pescatore e  l'averla piccola.